# 非接触式电流表

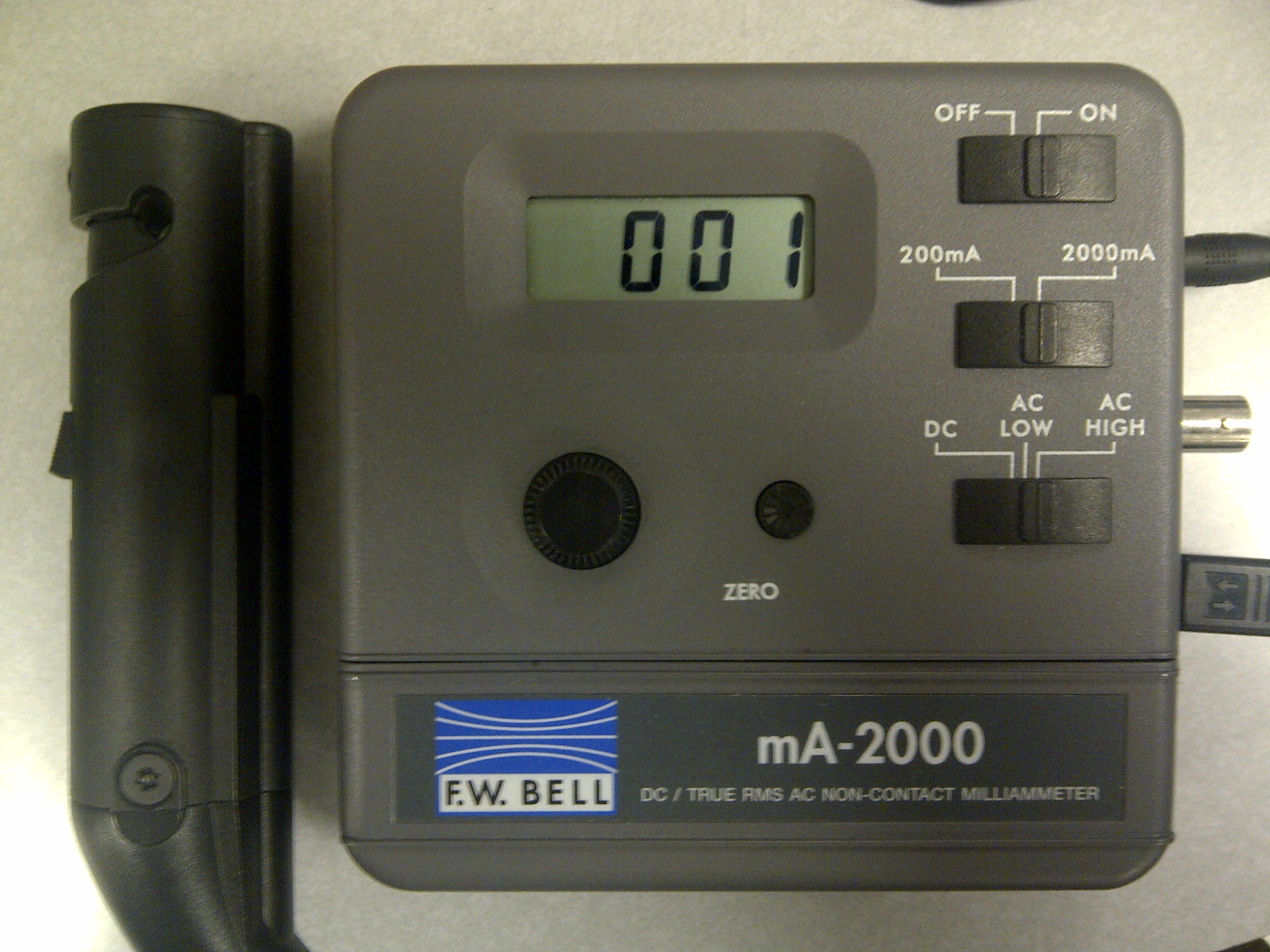
F.W. BELL非接触式电流表,左侧为测流计，将导线放入小孔测得电流值

非接触式电流表（英語：non-contact ammeter）不同于一般的电流表，不用接入电路就能测量电流的大小。其测量的工具是一个类似于探头的测流计，将导线置于其中，就能够得到电流的数值。一般非接触式电流表能够测量200mA至2000mA的直流电和交流电。

## 工作原理
非接触式电流表是通过半导体在磁场中产生的霍尔效应来判断电流大小的。根据汉斯·奥斯特的发现，通电导体周围存在磁场，而生成的磁场的强度和导体内通过的电流大小成正比。一条通电的导线能在非接触式电流表的测流计内产生一个环形的封闭磁场。而根据霍尔效应，当内置的半导体有电流通过，且放置在一个被测导线所在的磁场内部时，半导体内的电荷载子受到洛伦兹力而偏向一边，产生微弱的电压。非接触式电流表通过测量该电压来显示电流的大小。

## 相关條目
- 电流表
- 霍尔效应